# In My Life (sång av The Beatles)
"In My Life" är en låt av The Beatles från 1965, skriven av John Lennon och Paul McCartney.

## Låten och inspelningen
"In My Life" var den första av flera tillbakablickande låtar som Beatles kom att spela in mot mitten av sin karriär. Texten inspirerades av platser i Liverpool och skrevs av John Lennon varefter han fick hjälp av Paul McCartney med verser och stick. Låten spelades in den 18 oktober 1965 och fyra dagar senare, den 22 oktober, gjorde George Martin pianopålägg som gav låten en mer barockartad känsla. Detta gjorde han helt på eget initiativ men Beatles var helt nöjda då han lät dem höra resultatet. Texten pekar fram mot "Penny Lane" och andra låtar som inspirerats av medlemmarnas barn- och ungdom. Låten kom med på LP:n Rubber Soul, som utgavs i England den 3 december 1965 och i USA den 6 december 1965. 

## Coverversioner
Ett flertal artister har spelat in coverversioner av "In My Life". Till dessa hör Judy Collins ("In My Life", 1967), Miriam Makeba ("Keep Me in Mind", 1970), Keith Moon (Two Sides of the Moon, 1975), Johnny Cash (American IV: The Man Comes Around, 2002), Ozzy Osbourne (Under Cover, 2005) och Stephen Stills (Man Alive!, 2005).